# NK Naprijed Mrzović
NK Naprijed je nogometni klub iz Mrzovića, sela u općini Semeljci.

## Povijest
Klub je osnovan 1928. godine od strane četiri mještana, Fabe Barenića, Joze Jevnajića, Franje Lamperta i Marka Pavlovića. NK Naprijed nikada nije mijenjao ime.

## Uspjesi
Najveće uspjehe klub je postigao u razdoblju od 1965. do 1968. godine kada se natječe u Prvom razredu. 

Od 70-tih godina proteklog stoljeća do danas natječe se uglavnom u Općinskoj ligi Đakovo, odnosno kasnije u Županijskim ligama osječko-baranjske županije, NS Đakovo. Vjerojatno najbolji rezultat kluba nakon domovinskog rata je finale kupa NS Đakovo u sezoni 2004./2005. 

U sezoni 2007./08. klub osvaja prvo mjesto u 3. ŽNL osječko-baranjskoj, NS Đakovo, te se nakon 12 godina ponovo vraća u 2. ŽNL osječko-baranjsku, NS Đakovo iz koje ispada iste sezone.
Osim seniorske momčadi ne postoje mlađe kategorije u službenim natjecanjima u okviru HNS-a.

## Statistika u prvenstvima od sezone 1999./00.
| Sezona    | Rang | Liga                                                  | Pozicija | Utakmice | Pobjede | Neodlučeno | Porazi | Postignuti golovi | Primljeni golovi | Bodovi  |
| 1999./00. | 6.   | 3. ŽNL Osječko-baranjska, NS Đakovo                   | .        |          |         |            |        |                   |                  |         |
| 2000./01. | 6.   | 3. ŽNL Osječko-baranjska, NS Đakovo                   | 14.      | 26       | 5       | 3          | 18     | 35                | 62               | 15 (–3) |
| 2001./02. | 6.   | 3. ŽNL Osječko-baranjska, NS Đakovo                   | .        |          |         |            |        |                   |                  |         |
| 2002./03. | 6.   | 3. ŽNL Osječko-baranjska, NS Đakovo                   | 15.      | 30       | 6       | 3          | 21     | 45                | 89               | 21      |
| 2003./04. | 6.   | 3. ŽNL Osječko-baranjska, NS Đakovo                   | .        |          |         |            |        |                   |                  |         |
| 2004./05. | 6.   | 3. ŽNL Osječko-baranjska, NS Đakovo                   | .        |          |         |            |        |                   |                  |         |
| 2005./06. | 6.   | 3. ŽNL Osječko-baranjska, NS Đakovo                   | 10.      | 28       | 10      | 6          | 12     | 70                | 61               | 36      |
| 2006./07. | 7.   | 3. ŽNL Osječko-baranjska, NS Đakovo (Liga za prestiž) | 2.       | 9        | 6       | 0          | 3      | 23                | 16               | 27      |
| 2007./08. | 7.   | 3. ŽNL Osječko-baranjska, NS Đakovo (Liga za prvaka)  | 1.       |          |         |            |        |                   |                  |         |
| 2008./09. | 6.   | 2. ŽNL Osječko-baranjska, NS Đakovo                   | 16.      | 30       | 1       | 1          | 28     | 23                | 107              | 4       |